# Grande Mestre (Marvel Comics)
O Grão Mestre (Master Man, no original) é um personagem ficcional das histórias em quadrinhos do Universo Marvel, publicadas pela Marvel Comics.
Seu nome verdadeiro é Wilhelm Lohmer e ele foi um dos principais vilões da "Era de Ouro" dos Quadrinhos. Wilhelm era um jovem alemão na época em que Hitler ascendeu ao poder na Alemanha, tendo início a Segunda Guerra Mundial. Como tantos em sua época, ele se alistou no partido nazista mas, porém, foi selecionado para um projeto especial: O Projeto do Supersoldado Alemão (feito nos moldes do Projeto Supersoldado Americano, responsável pelo surgimento do Capitão América).
Atuando como guarda pessoal de Hitler e tendo a Dama Guerreira (Warrior Woman, no original) como parceira de lutas (e amor não retribuído), ele confrontou-se em diversas ocasiões com os herois americanos. Porém, com o fim da Guerra e a derrota da Alemanha, ele perdeu seus poderes. Rejeitado pela sua amada, ele tentou se matar. Porém, um resquício do Soro do Super Soldado manteve-o vivo e ele fugiu, escondendo-se do mundo.
O vilão só tornou a aparecer décadas mais tarde, como um Crente (membro da seita criada por Ch'vayre que acreditam que Cable é o messias salvador do mundo). Arrependido de seu passado (e vivendo graças à fortuna que acumulou durante a guerra), ele ajudou Cable a deter o Projeto Agenda do Amanhã, do Clube do Inferno, morrendo ao saltar em frente a uma rajada direcionada a Cable.